# 雨上がり決死隊べしゃりブリンッ!
『水曜JUNK 雨上がり決死隊べしゃりブリンッ!』（すいようジャンク あめあがりけっしたいべしゃりブリンッ）はTBSラジオで放送されていたラジオ番組。パーソナリティはお笑いコンビの雨上がり決死隊（宮迫博之・蛍原徹）。テーマは「斬新」。

## 概要
2002年4月7日『雨上がり決死隊のべしゃりブリン!』（あめあがりけっしたいのべしゃりブリン!）のタイトルで放送開始。当初の放送時間は毎週日曜25:30-26:00、同年10月から2003年9月は毎週土曜24:30-25:00、同年10月から2004年9月26日は毎週日曜24:30-25:00。2004年9月29日より水曜Junk（後に「JUNK」）枠（25:00-27:00）に移動。それに伴い、上記タイトルに改題された（2005年3月30日までは「Junk」表記で、同年4月6日以降は「JUNK」表記）。
Junk枠移動にあたって番組名を変更することになり、蛍原考案の「全力投球」と宮迫考案の「べしゃりパッカーン」が候補であがったが、小笠原まさやの占いの結果「べしゃりブリンッ!」の方が良いというアドバイスによって、結局マイナーチェンジにとどまった。「全力投球」は蛍原一押しであり、Junk枠のジングルで採用している。

## 歴史
- 2002年4月7日、『雨上がり決死隊のべしゃりブリン!』第一回。日曜25:30 - 26:00。当初のコーナーは「ミスターワンフレーズ」など。
- 2002年10月、放送時間を土曜24:30 - 25:00に移動。
- 2003年10月、放送時間を日曜24:30 - 25:00に移動。
- 2004年1月、8キロダイエット企画「パチキロン」スタート。
- 2004年2月29日、放送100回スペシャル。スタジオにリスナー17名を招待。
- 2004年9月26日、30分放送最終回（第130回放送）。
- 2004年9月30日、『水曜Junk 雨上がり決死隊 べしゃりブリンッ!』第一回。水曜深夜25:00 - 27:00。初回のトーク内容は蛍原の結婚報告であった。終了間際、山崎邦正が乱入。
- 2004年10月6日、後にファンタジーとなる「ヤラセ」スタート。
- 2004年10月13日、「生ハムメロン・ブルスケッタ論争」が勃発したため、スタジオにイタリア料理シェフを招いて実際に試食し、「どちらが美味しそうだったか」をリスナー投票。蛍原が支持した生ハムメロンが僅差で勝利。
- 2004年10月20日、スペシャルウィーク企画「雨上がりvsロバート　秋のお笑い大運動会」。
- 2005年1月12日、「ラストバーボンをお前に」スタート。
- 2005年4月6日、枠タイトル表記が『Junk』から『JUNK』になる。
- 2005年6月22日、スペシャルウィーク企画「ドッキリ企画・お笑い芸人アメカルチョ」。
- 2005年8月3日、「二度見だとーかー2時間ぶっとおしスペシャル」。
- 2005年8月24日、スペシャルウィーク企画「オープングファンタジー大賞」。
- 2005年10月19日、第2回「二度見だとーかー2時間ぶっとおしスペシャル」、蛍原はスタジオ欠席。
- 2005年12月14日、スペシャルウィーク企画「超ロングトゥルーギャラクシーファンタジー」「2005年 輝く二度見だとーかー大賞」。番組初の動画web中継。
- 2006年2月1日、6キロのダイエット企画スタート。マネージャー吉原に限り、6キロ増量を目標とする。
- 2006年4月12日、スペシャルウィーク企画「二度見だとーかー卒業式スペシャル」
- 2006年4月17日、牛込箪笥区民ホールで、番組初の公開イベント「嫁の乳輪 目覚まし時計」。イベントの模様は4月19日放送で一部放送される。
- 2006年4月19日、スペシャルウィーク企画「春の新コーナーカーニバル」。「ホトチャンのそうとちゃいまっか」スタート。
- 2006年10月18日、ディープインパクトの着順予想を外した蛍原が罰ゲーム、蛍原嫁の口癖「なんでなんで」を録音する。
- 2006年11月29日、餃子の王将で収録した「ブリブリ川柳」をpodcastで配信。
- 2007年4月11日、餃子の王将から生中継。
- 2007年6月20日、雨上がり決死隊の冠番組雨上がり決死隊のトーク番組アメトーーク!とのコラボレーションを行う。ゲストにプレゼン企画常連のケンドーコバヤシとアメトーークのプロデューサー・演出の加地倫三が出演。プロデューサーの加地はテレビ朝日の社員であるためライバル局であるTBSテレビ（当時の運営会社は東京放送）と同グループのラジオ局に出演するという異例の放送となった。また、ジングルなどもアメトーークのナレーションしている佐藤賢治を起用したりSEやBGMもアメトーークで使用されている音源を使用した。内容はリスナーから企画を募集しプロデューサー加地にプレゼンするというもの。アメトーークで実現出来そうな企画が多かったらしく多くの企画がお持ち帰りとなり、その中から「小木憧れ芸人」が採用され2007年9月6日放送のアメトーークにて実際に放送された。
- 2007年9月12日、ほとんどのコーナーが終了。2時の時報のコーナーも終了予定だったがリスナー投票の結果存続。
- 2007年11月15日、J-WAVEのOH! MY RADIOと数分間クロストークをする。これはトータス松本と宮迫が飲んだことがきっかけでOH MY RADIOの方がべしゃりブリンにメールを送りそのあと電話を繋ぎクロストークを行った。
- 2008年1月3日、テレビ朝日の番組「堂本剛の正直しんどい」のスペシャル番組「堂本剛の朝までしんどい」で同時生放送を行う。テレビ朝日の番組とのコラボレーションはこれで2度目となる。
- 2008年5月22日、宮迫が舞台「空中ブランコ」の富山公演出演のため欠席。代理パーソナリティとしてほっしゃんと原西孝幸が出演。
- 2008年6月19日、アメトーークとコラボレーション企画第2弾が放送された。
- 2008年7月24日、JUNKで放送が始まって以来放送回数が200回目放送。
- 2008年11月26日、この日をもって通常コーナー終了させ一新される。
- 2009年1月21日、番組公式ウェブサイトをブログ形式に移行（JUNK系放送枠の番組としては、2008年10月1日の「JUNK ZERO Friday Special 城島茂のどっち派?!」に次いで2例目）。
- 2009年7月8日、大阪のABCラジオでもネット開始。二人の地元・大阪に凱旋する形に。
- 2010年2月17日、同年3月で終了することを発表。
- 2010年3月31日、最終回。当日は数人のハガキ職人を含めたリスナーがTBSラジオに集まった。

## 人物
宮嵜守史（ディレクター*テレコムサウンズ第二制作部所属）
金曜JUNK「極楽とんぼの吠え魂（現:加藤浩次の吠え魂）」火曜JUNK ZERO「おぎやはぎのメガネびいき」「爆笑問題の日曜サンデー」も兼務している。また過去には「生島ヒロシのおはよう一直線」も担当していたこともあり(2010年6月1日の同番組で以前から番組中で生島が「若旦那」と呼んでいた番組スタッフが宮嵜であることに言及)、スペシャルウィークではたびたび生島ヒロシが出演している。
番組内のネタを使ったSEをトークに絡める、番組内のネタをサウンドステッカーに使う、ゲスト・身内の宣伝など特別な場合以外は曲をかけない、などが特徴。
自他ともに認める変態であり、「グラビアアイドルのページを指でこすっているところを目撃される」「TENGAジャンケンに負けて床に崩れ落ちる」など変態エピソードには事を欠かない。
2007年1月24日放送において、雨上がりのトーク中、イヤホン越しに「ラジオというメディアは人を近くに感じられるんですよ」と語りかけたため、そのイキリぶりからイキリー宮嵜（通称 イキリーさん）と呼ばれるようになる。
「べしゃりブリンッ!」公式HPにて放送レポートを書いている。
渡辺鐘（あつむ）（構成作家・芸人）
放送中、スタジオ内で雨上がりのトークに合いの手を入れる。ほぼ三人目のパーソナリティーといえるほど参加している。
「バカなっ」「あいむそりません」「おおもろこし」などのギャグをもつ。
最近では世界のナベアツとしてテレビに出ることが多く、忙しさのためか2008年10月16日放送分では生放送が始まってもに起きられずに寝坊をするという失態を犯した。その際には宮迫が「メールでドン」をしようとする直前で目を覚ましたり、さらにはされた瞬間に中継の音声が途切れるなど散々な結果を招いている。
相方のジャリズム山下も過去に4度出演している。
松本真一（構成作家）
元々は吉本興業所属の芸人。雨上がりのラジオには長く関わっている。オープニングファンタジーには出演するとともに脚本も担当している。アニメ・漫画オタクであり、ファンタジーの内容にも強く影響している。
またパパはニュースキャスターのDVD-BOXを所有する。
2006年8月9日放送のファンタジーでは、マツシンサンバを披露した。
番組内ユニット「ゆずず」では松川真仁としてホルンを担当。番組中、雨上がりの2人は松本のことを松川真仁と呼ぶことが多い。
2006年2月8日、蛍原のトリートメントシャンプーのCMが街頭ビジョンで放映された際には、新宿アルタ前にホルンをもって登場した。
イベント「嫁の乳輪 目覚まし時計」では、大阪花博でお花畑の前でレモンを投げている15歳当時の写真が公開され、話題となった。
吉原洋（吉本興業の雨上がり決死隊担当の元マネージャー）
間の抜けたところがあり、数々のエピソードをもつ。また、すぐにパニックになるためパニック吉原という異名を持つ。元々はMBSヤングタウンの有名なハガキ職人であり、その時のペンネームはナース井手であった。
過去に「ナース井手のべしゃりブリンッ」として2度ファンタジーに主演しており、2005年8月放送の「オープニングファンタジー大賞」では数あるファンタジー作品の中で2位という好成績を残している。
2005年8月31日には以前の数々の失態により無名のハガキ職人として「二度見だとーかー」「ラストバーボン」に投稿することを命じられていたが、見事クオカードを獲得している。
2006年1月4日、吉原の担当芸人・雨上がり決死隊、インパルス、アップダウンが一堂に会し、「チーム吉原大新年会」が開催された。
2006年2月15日、ラジオ収録中に行方不明となる。本番終了後、会議室で寝ている口元に「メールでドン」をされて「あ～痛い!」と叫び、それがメールでドンされてすぐの反応ではなく、その数秒後の絶妙のタイミングでの発言であったために周囲の爆笑をさらった。
表参道のベンチで寝てしまい番組開始時間に間に合わず、放送終了後にスタジオに現れたことがある。その時の寒さと焦りで真っ青な顔の写真をプリントしたTシャツが過去に番組ノベルティーとなっている。
2008年2月20日放送をもって雨上がり決死隊のマネージャーを辞めることになり、スペシャル企画が行われた。新宿のゴルフショップヴィクトリア前から赤坂のTBSまで走る企画では完走後に宮迫に水をかけられ「水、水!」と叫んだ。またこの放送でもハガキ投稿を命じられ、4通採用うち1通がクオカード獲得という大健闘をみせた。雨上がりの2人からは「吉本にいないで放送作家になれ」という言葉をかけられている。
ゆずず（松本真一+吉原）
オープニングファンタジーで出てきたゆずずがイベントを行う企画。
松川真仁がホルン担当、ナース井手がボーカル担当で結成されたグループ。
アップダウンの竹森巧が作詞作曲し、2006年1月4日放送で「さくら」（仮）を発表した。

## コーナー
オープニングファンタジー
番組開始と同時に唐突に始まり、名作アニメ（ガンダムネタなど）や流行りものを題材に宮迫主演＋スタッフで寸劇を展開する、ただの「悪ふざけ」コーナー。始まりが蛍原に対するドッキリ企画であったため、蛍原は基本的に参加せず、宮迫の「蛍原さん、～が始まったと思ったでしょ? これは、やらせですっ!」という台詞で寸劇が終了する。蛍原が毎週文句を言い、リスナーが宮迫陣営を褒めるというのが定番の形である。
ほぼ毎週ぐだぐだでそれが面白みであるが、SPウィークなどで本職の声優が出演する時もある。一発ネタを織り交ぜ、フリートーク中でそのネタをいじる。長さは30秒ぐらいの長さから5分を超えるものなどまちまちである。中川翔子はSPウイークのファンタジーに数回出演している。
2005年1月5日は、蛍原が自身マニアとしても知られる「北の国から」をモチーフにしたファンタジーを行った。しかしクオリティは低く、2005年の「ファンタジー大賞」では得票数が8票と最下位で、辛酸を舐めた。その後、新年一発目は蛍原が乗っ取りファンタジーをやることが恒例となっているが、台本は初回から一言一句同じである。台本の使いまわしについて、蛍原は「環境にやさしいエコファンタジー」「（「北の国から」は）何回一緒のことやっても感動するから」と説明している。
2004年10月6日のJUNK昇格2回目（通算132回目）から開始。当初は「やらせ」と呼ばれほぼ毎週行われたが、2005年3月16日の25回目（通算155回目）から主にネタ切れを理由に一時休止された。同年8月10日の46回目（通算176回目）から「やらせ」改め「ファンタジー」として再開された（コーナー改名の理由は放送倫理上「やらせ」の用語が不適切と判断されたため）。締めの台詞も「蛍原さん、～が始まったと思ったでしょ? これは、ファンタジーですっ!」に変更。
2007年9月19日の番組改革で一旦終了したものの、翌週26日の放送にて2時の時報のコーナー同様リスナー投票を行い、2時の時報のコーナーと同じぐらいの得票数を獲得したため、不定期を条件に復活することとなった。
2010年3月31日の最終回の放送では「機動戦士ガンダム 逆襲のシャア」をモチーフにしたラストファンタジーを行った。この回では宮迫がアムロならぬ「サコロ」を演じたが、シャア役は実際に声優を務めている池田秀一が特別出演。さらにこの日は宮迫の誕生日だったため、シャア（池田）に「お誕生日おめでとう!」と言ってもらった。
みんなのサド教室
宮迫が「裏宮迫流初代家元 尻叩きつねり彦」に扮し、リスナーの悩みをサドの視点で解決する。
りくがしゃべった
宮迫の愛息りくが喋った言葉を募集するコーナー。実際の第一声は「トンガ」。
ラストバーボンをほ（お）前に
女性を口説けるような言葉を募集する、しかし、実際は下ネタばっかりだった。もともとは蛍原の思いつきで「田尾監督がしゃくれてたら」というネタコーナーであったが、宮迫の提案で「シャクレでかっこいいことをいう」コーナーに改められ、「シャクちゃんのコーナー」というタイトルとなる。翌週からタイトルも改め、「ラストバーボンをお前に」となった。
北斗のコーナー
「ウォァタタタタ…」の後に発する一言を募集する。
全日本Fly Away選手権
2007年5月10日放送。ドラゴンボールZの挿入歌「CHA-LA HEAD-CHA-LA」の歌詞の一部「（光る雲を突き抜け）Fly Away」の絶叫をリスナーから応募し競い合うもの。シークレットゲストで黒沢かずこ（森三中）が絶叫出演。
ガンダムのコーナー
宮迫がファーストガンダムの本編開始のタイトル表示の際流れるジングルのあとブライト艦長のセリフ風に一言をいうコーナー。
ピンクアニメソング
アニメソングを下ネタの替え歌にするコーナー。しかし、ブリブリ川柳にテイストが似ていることやピンクとは言い難いむしろグロい下ネタが大量に送られてしまったため僅か1回で終了となった。
毒吸いガール
指に入ってしまった毒を自分で吸い取る「毒吸いガール」を募集するコーナー。リスナーに直接電話をするしかし第1回目参加者希望のメールが僅か1通のみであった。宮嵜Dの指示でリスナーは雨上がりの二人が喜びそうな似ている芸能人の名前や年齢を偽って参加することがある。2007年10月11日の放送で森三中黒沢かずこがリスナーとして出演しリスナーから指摘されるまで雨上がりにほとんどバレなかった。またこの日の放送で宮迫が「コーナーにオチがついてしまった」と発言をしさらに番組ホームページにはその日のダイジェスト版のPodcastのタイトルで「毒吸いガール～最終章～」表記されたため終了したと思われる。
ヤングサンデー提供　グラビア刑事雨上がり分署
木曜日発売のヤングサンデーに掲載されているグラビアアイドルの紹介、タイアップコーナーであり、そのため毎週行われていた。また前番組のコサキンDEワァオ!でも同じ趣旨のコーナーが行われていた。コーナーが始まる前のジングルでは「ヤンサンスペシャル グラビア刑事雨上がり分署」でタイトルコールでは「ヤングサンデー提供 グラビア刑事雨上がり分署」となっておりどちらが正式なタイトルなのかは不明。2008年2月27日放送分をもってヤングサンデーがJUNKのスポンサーを降板することになったため終了。
オープニングテーマ曲
西部警察PART I メインテーマ　～New Ver.～
（テレビ朝日開局45周年記念 西部警察スペシャル オリジナルサウンドトラックより）
取り調べ中BGM
MISSION AREA 51
（テレビ朝日開局45周年記念 西部警察スペシャル オリジナルサウンドトラックより）
エンディングテーマ曲
「名探偵コナン」メイン・テーマ
（名探偵コナン オリジナル・サウンドトラックより）
週刊少年サンデープレゼンツサンデー川柳
週刊少年サンデーに連載中、またはされていた漫画を元にリスナーから川柳を募集するコーナー。タイアップコーナーのため毎週おこなわれていた。
思い出リクエスト
リスナーの思い出とリクエストを募集するコーナー。しかし番組で読まれる思い出のほとんどはかなり重いものが多い。また、曲を流さないべしゃりブリンでは珍しいリクエストコーナーとなっている。メール読み及び曲の紹介は宮迫。しかし数回で自然消滅。
知らんがな!→知らんがな!2
思わず「知らんがな!」ツッコミを入れてしまいそうな独り言を募集するコーナー。メール読みは雨上がりの2人が交互に行い、読み上げた後にもう片方が「知らんがな!」とツッコミを入れる。またこのコーナーがきっかけで宮迫がテレビ番組でたびたびこのフレーズを言っている（そのことに関してリスナーから指摘されたときはリスナーを意識して言っていると発言している）。「2」では、コーナー終盤に「知らんがな!」のツッコミが合わないネタを紹介する。
引っ越したい!
深夜、隣の部屋から聞こえてくる声を披露し、「こんな部屋、引っ越したい!」と思わせる言葉を送る。宮迫主導
やさしくなりたい
やさしくなりたいと思った出来事を募集してもらうコーナー。ネタの最後は「やさしくなりたい」でしめることが約束されている。元々は「知らんがな!2」で読まれたネタがきっかけで蛍原が暴走し始め、リスナーがそれに乗っかったことがきっかけで出来たコーナー。蛍原主導。
2時の時報のコーナー
蛍原が「2時の時報」が鳴った事を知らせる。たとえどんなに話が盛り上がっていたりネタの途中であっても、2時の時報と共に2時になったことを知らせる。正確にはメールもはがきも募集していないため、公式なコーナーではないが、毎週リスナーからメールが届く。内容は歌詞に「2時」という言葉を入れた駄洒落が多い。宮迫の気が進まないコーナーである。タイミングが狂ったり録音放送だったりすると、コーナーが流れる場合がある。ほとんどの回で宮迫主導コーナーであった「二度見だとーか」で2時に来ることが多かったが、コーナー大改革によって蛍原がトークしている途中に2時に来ることも多くなっている。また、ゲストが来た場合にも行われるため大抵ゲストが困惑するのだが、メッセンジャーの黒田有や山本高広のように、訳も分からずネタに乗り、蛍原を驚かすパターンもある。
終了後、2011年10月20日に木曜JUNKおぎやはぎのメガネびいきに雨上がりが出演した際にはこのコーナーが復活し、その後も同番組にて「2時に出るタケシ」というコーナーに変化して継続されている。
小学館プレゼンツマンガミュージアム
小学館が発行している漫画の中で、宮迫に語って欲しい漫画を募集し、その漫画を宮迫が語るコーナー。蛍原は漫画をあまり読まないため、宮迫にレクチャーされながら参加している。
俺のコーナー
宮迫が気に入りそうなネタを送ってもらうコーナー。基本的に「対義語のコーナー」「二度見だとーか」規制のない「自由」の三部構成となっている。コーナー主導は宮迫。
とってもわかりやすい!対義語のコーナー
様々な対義語を募集するコーナー。コーナー主導は宮迫。俺のコーナーに吸収される。
二度見だとーかー
「ふと目に入ったものを、二度見したら別のものだった」というネタや、そうでないネタを送るコーナー。ですねブラザーズや替え歌など、あらゆるネタを包括する。最も投稿数が多い。毎週1000通近く投稿があり、多い週で4000通寄せられる時がある。
当初「二度見のコーナー」であったが、うつみ宮土理ネタ・ギャッツビーネタなど「二度見」の趣旨から余りにずれていることを蛍原が毎回いやみのよう「これは二度見のコーナーですよ」と言っていたため、2005年7月13日放送より「二度見だとーかー」となった。蛍原も「二度見だとーかー」なら二度見でなくてもしかたないとずれているネタに文句を言わなくなった。
最後のハガキは、必ず宮迫を褒め称える文章である。
二度見でネタにされたことをきっかけに、根本はるみと加藤鷹がゲストに招かれた。
2007年11月1日の放送で俺のコーナー内で二度見だとーかーが始まったため事実上復活となる。
よくネタにされる人物（★：卒業生）
- 青田典子★
- 曙太郎
- アンジェラ・アキ
- 生島ヒロシ★
- 板尾創路
- 稲川淳二★
- うつみ宮土理★
- 大久保佳代子
- 大林素子★
- 岡本夏生★
- 加藤鷹★
- 川相昌弘
- 菊川怜
- 岸部四郎★
- 北島康介
- 草野仁★
- 久保田利伸
- 久米宏

- グレート義太夫
- ケイン・コスギ
- ケンドーコバヤシ
- 小堺一機
- ゴン中山
- 坂上忍★
- 坂本一生★
- 里見まさと（ザ・ぼんち）
- 佐野史郎★
- 柴田恭兵
- 柴田英嗣（アンタッチャブル）
- 島崎和歌子★
- ソニン
- 貴乃花親方★
- 高橋ジョージ
- 舘ひろし
- 石原軍団
- デーモン小暮★

- 土井たか子
- 温水洋一
- 根本はるみ★
- 原西孝幸(FUJIWARA)
- 平泉成
- 平畠啓史(DonDokoDon)★
- 福山雅治
- 別所哲也
- ほっしゃん。
- 松崎しげる
- 三沢光晴
- 南こうせつ★
- 美輪明宏
- もたいまさこ
- YOU
- RIKACO
- 杉本彩
- 藤田朋子

- THE ALFEE（特に桜井賢のサングラスがオチに使われる）
- ディラン・マッケイ（ザ・プラン9なだぎ武が演じるキャラクター）
- 宮迫の嫁、蛍原の父・嫁
- グッチ裕三★（一度は卒業したものの2007年8月1日の放送でグッチ裕三ネタを再放送したところ評判を呼び翌週から復活する）
- あいのりメンバー
  - 久保田利伸（しゃうえっさん）
  - 別所哲也（ハムやん）
  - 香田晋（もみお）

応援のコーナー
甲子園のブラスバンドが奏でる応援ソングにのせて替え歌を募集する。最近では、ミゾグチさんやアンヌパオという謎のキャラクターがネタにされている。蛍原主導のコーナー。
中央フリーウェイ
蛍原演じる蛍栗旬が中央フリーウェイをスポーツカーで走っていたときに助手席の美女が「ね、ほとちゃん、あれは何?」といわれて見えた景色の説明をリスナーから募集するコーナー。最近ではテレビ出演が多くなっている番組構成作家、世界のナベアツのテレビでやってしまった失敗がネタにされている。コーナー冒頭のセリフや蛍原のキャラクターなど「ラストバーボンをほ（お）客に」を継承しているところがある。蛍原主導のコーナー。
ゴルフの大将
蛍原扮するゴルフの大将からアドバイスしてもらったゴルフに関してアドバイスを送ってもらう。そのアドバイスについて蛍原が裸の大将のモノマネをするが、あまりにも似てないので苦笑いされることもしばしば。本編ではなくPodcastで行っており、Podcastでは著作権の都合上「野に咲く花のように」が使えないのでその感じの音楽が流れるが、宮迫はあまりに気に入っていない様子である。
お昼の放送です
ためになる、お昼の放送にふさわしい内容の文章を募集する。蛍原主導
ラストバーボンをほ（お）客に（通称ラスボン）
蛍原がバーのマスターになってお客にいい話を語るコーナー。リスナーは毎回決められたお題を話のどこかに入れて送る。下ネタに走る事が多い。タイトルの「ラストバーボンを…」の後のコールをまともにやらないことや非常にテンションの高い振る舞いをするためクレームのハガキが来たことがある。「響くぜぇ～」という言葉を押していて、ネタを一個読め終えるごとに「響くねぇ」などといい、宮迫が「長いわ」「響かへんわ」と言うのが恒例になっている。「こんばんはオンリーおばさん」という謎のキャラクターから、「藤本ギッチギッチ先生」や「厚木市在住のキャディーよしこの物語」（何故かLifetime Respectのメロディ合わせてネタが読まれている）という意味のわからないキャラクターが増えている。
馬と語らおう　→　馬と何しよう
競馬好きの蛍原が競走馬と語らう。最も投稿の少ないコーナー。このコーナーに宮迫は不満を持っている。最近ではゴルフの大将のかわりにPodcast限定コーナーとして復活している。

## スペシャルウィーク企画
日本代表芸人ドッキリ企画 お笑いクジアメカルチョ（2005/6/22）
大山英雄、ジャリズム山下、ほっしゃんら、5人の芸人に10分間の架空のラジオ番組を担当させ、「ピンチの時、蛍原・宮迫のどちらを助けるか」の2択問題を出題し、その結果をリスナーが予想する。
宮迫＆土田 スペシャルファンタジーインガンダム（2005/8/17）
宮迫と同じくガンダムマニアの土田晃之を招いて、池田秀一、鈴置洋孝ら豪華声優陣とともにガンダムファンタジーを行った。
オープニングファンタジー大賞（2005/8/24）
ノミネートされた8作品から、リスナー投票で最優秀ファンタジー大賞を決める。結果は最優秀賞「ガンダム」、次点「ナース井手のべしゃりブリンッ!!」、最下位「北の国から」であった。
第2回 二度見だとーかー2時間ぶっとおしスペシャル（2005/10/19）
次長課長をゲストに招いて、「2度見だとーかー」の2時間スペシャル。蛍原はこの企画に反対してスタジオ出演を欠席し、旧TBS跡地からの外ロケを敢行したが、番組最後にはスタジオに戻った。
超ロングトゥルーギャラクシーファンタジー、2005年 輝く二度見だとーかー大賞（2005/12/14）
ジャリズム山下へのドッキリ企画。雨上がり決死隊が生放送に間に合わないという状況を設定し、仕掛け人の宮川大輔・ディレクター・作家らがブースから退出、山下をスタジオに一人きりにした。この模様はwebで生中継された。
二度見だとーかー卒業式スペシャル（2006/4/12）
「二度見だとーかー」の多くの常連二度見キャラがこの回をもって卒業した。卒業生を代表してデーモン小暮、大林素子、根本はるみ、草野仁、平畠啓史が答辞として、メッセージを寄せた。
春の新コーナーカーニバル（2006/4/19）
様々な新コーナー案がプレゼンされ、放送中にリスナーからメールでネタを募集した。この企画の結果、正式にコーナー化されたのはポッドキャストコーナー「ホトちゃんのそうとちゃいまっか」のみである。
オープニングファンタジーシナリオ大賞（2006/6/7）
ファンタジーの台本をリスナーから募集し、宮迫らが演じる。ドラゴンボールのファンタジーで、中川翔子がショコンクス役で初参加。
ワールドブサイクカップ（WBC）（2006/6/14）
ハリセンボン、フィフィがゲスト。リスナーの恋愛相談など。
携帯で参加!アドベンチャーファンタジースペシャル（2006/8/30）
リスナー参加型のファンタジー。ファンタジーの各分岐点で、リスナー投票でその後のストーリー展開を決め、これによりファンタジーの内容が変わる。
餃子の王将で宮迫試練（2007/4/11）
餃子の王将から生中継。宮迫の試練として宮迫夫人の口癖「なんでなん?」と「牛乳買うてきて」の録音を命じられ見事に成功する。
賢くなろうシリーズ第2弾　インターネット編（2007/4/18）
ゲストにインターネットに造詣が深いといわれている芸人バッファロー吾郎と検索サイトの企業で働く社員を呼び、雨上がりにインターネットについての知識を身につけようという企画。
ギャグ1兆個祭りじゃSP（2007/6/13）
自称ギャグを1兆個を持っているFUJIWARAの原西孝幸を呼び、様々なギャグをやってもらおうという企画。企画は原西が作ったギャグを当てる「原西ギャグクイズ鼻穴BIG」などを行った。
アメトーークとコラボレーーション（2007/6/20、2008/6/18、2009/6/17）
雨上がり決死隊の冠番組「雨上がり決死隊のトーク番組アメトーーク!」とコラボレーションを行い。アメトーークのプロデューサー兼演出を担当している加地倫三がゲストとして出演。また、ほかに芸人として第1回・第2回はケンドーコバヤシが第3回はおぎやはぎ小木博明と森三中黒沢かずこがそれぞれゲスト出演。企画はリスナー考えたくくりトークの企画を提案するというもので。2007年に行われたスペシャルウィークでは実際にリスナーから提案された「小木憧れ芸人」、2008年には「黒沢ナイト」2009年には、「小杉イジりたい芸人」「椿鬼奴クラブ」が採用され放送。アメトーークで2008年のスペシャルでは、提案のメール、FAXの総数が第1回で1000通、第2回では1500通、第3回では2000通を超える応募があり人気の高さを裏付けた。番組CMの間に挟まれるサウンド・ステッカー・オープニングには第二回までアメトークナレーターの佐藤賢治が、第三回には、何故かアメトーークとは無関係の生島ヒロシが使用されている。2007年以降6月のスペシャルウィーク第2週に組まれている。また、この番組から発案された「小杉イジりたい芸人」、「椿鬼奴クラブ」はアメトーークDVD Vol.9に収録されている。
売れっ子芸人シリーズ第1弾メッセンジャー黒田SP（2007/8/22）
メッセンジャー黒田有をゲストに呼び、貧乏エピソードや東京進出についての計画などをトークする予定だったが、黒田のノリツッコミなどの面白さが目立ったり、楠瀬誠志郎の「ほっとけないよ」全力で歌うなど、結局黒田弄りに終始した。しかし2時の時報のコーナーでは、普段なら大抵のゲストが戸惑うところを蛍原と一緒にノるなどし、黒田のノリのよさも垣間見えた放送だった。またこの日の朝、黒田がラジかるッにゲスト出演もあったためヒモプラーをつけて番組に出演することを約束し、見事に実現した。
第2回名場面リクエスト大会（2007/8/29）
2007年8月1日に放送された過去の「べしゃりブリン」の名場面を放送したところまだまだ名場面があるということで行った企画。リスナーから聞きたい過去の名場面を募集し実際にその音源を聴く企画。
売れっ子芸人シリーズ第2弾ブラックマヨネーズSP（2007/10/17）
2007年10月24日放送。前回のメッセンジャー黒田は関西で売れっ子ということだったが。今回は全国区で売れっ子であるブラックマヨネーズの2人をゲストに呼び。市川展丈による吉田敬の日記朗読（あまりにも面白かったのでこの日の更新分のポッドキャストでも実行した）。小杉竜一のハゲ相談などが行われた。
第2回年忘れブリブリ川柳2時間ぶっ続けSP(2007/12/12)
ポッドキャスト限定コーナーブリブリ川柳の拡大版。ゲストにサバンナの2人が出演。この週の前の週ではブリブリ川柳セットで行われている徒然川柳も募集したが結局番組中で読むことはなくその週のポッドキャストで紹介した。
ありがとう!マネージャー吉原、元気でがんばってねSP(2008/2/20)
吉原が雨上がり決死隊の担当を外れるため行われたスペシャル企画。過去に話された吉原エピソードを改めて話したり吉原は自ら企画した新宿から赤坂TBSまでを走るマラソン企画を行い伴走として大山英雄も出演した。最後はマラソンを完走した宮迫が吉原に水かけられるというドッキリをしかけられた。
2週連続!蛍原、春の試練まつりSP(2008/4/16.23)
2時間丸々ミニミニドッキリ50連発(4/16)
ぶりん当たり前クイズに負けた蛍原に2時間ずっと地味なドッキリ、通称ミニミニドッキリを仕掛けられる企画を行った。蛍原曰くこのドッキリは1ヶ月ぐらいずっと精神的に響くとのこと。以下は仕掛けられたドッキリ。
| ドッキリ内容                                                                                                  | 備考 |
| --- | --- |
| 番組タイトルコールで耳元で風船を割られる                                                                      | |
| 構成の渡辺が飲み物をこぼす                                                                                    | |
| こぼした飲み物をADが生理用ナプキンで拭く                                                                      | |
| トーク中にやしきたかじんの『やっぱ好きやねん』が流れるが蛍原以外は無視                                        | |
| 蛍原愛用のポーチの中身が椎茸にすり替わっている                                                                | |
| 宮迫が突然マライア・キャリーの魅力について熱く語りだす                                                        | |
| 構成の松本が餅吸いをしている                                                                                  | リスナーの提案では食べるものがカニだったが変更されている |
| COMPLEXの『BE MY BABY』を流すが歌っているのは小木博明                                                         | |
| 蛍原の応援メールを募集するが実際は違う人の応援メール                                                          | リスナーの提案では『応援メールを募集するが実際は蛍原の悪口』だった |
| ADがピコピコハンマーで蛍原を殴りかかる                                                                        | リスナーの提案では『ADが殴る』だった |
| 構成の渡辺が下半身だけを脱いだ状態で蛍原にメールを渡す                                                        | リスナーの提案では『蛍原以外全員全裸でそのことに触れると無視する』だった |
| 宮迫が「トゥメイト!」（トマト）と叫びだす                                                                     | |
| CMに入るが流れるのは嘘CM                                                                                      | |
| 蛍原愛用のポーチの中身がえのきだけにすり替わっている                                                          | |
| 突然、新コーナー『TENGAと語らおう』が始まる                                                                   | |
| 2時の時報のコーナーをゆずが突然奪う                                                                           | リスナーの提案では『2時の時報のコーナーを宮迫が突然奪う』だった |
| 構成の松本が急に歯を磨きだす                                                                                  | |
| 蛍原にエロ本を渡すがほとんどの顔が生島ヒロシになっている                                                      | リスナーの提案では『蛍原にエロ本を読ませる』だった |
| 突然『パクチパクパク』をやる。                                                                                | |
| 応援のコーナーで突然白紙を渡してコーナーを強制的に続けさせる                                                  | リスナーの提案では『メールを読むときにところどころ白紙にする』だった |
| 布施明の『シクラメンのかほり』を流すが歌っているのは小木博明                                                  | |
| 天井に「社会科ナゾ解明TVひみつのアラシちゃん!」のポスターが貼ってあるが櫻井翔の顔が生島ヒロシになっている     | リスナーの提案では『天井に変なポスターが貼ってある』だった |
| 蛍原のペットボトルが粘着テープで固定してありとれない                                                          | |
| マクドナルドのフライドポテトの容器があるが中身が芋けんぴ                                                      | |
| 蛍原が使っているマイクにプロデューサーの陰毛がこびりついている                                                | 蛍原曰く一番精神的ダメージの大きいドッキリだった |
| 突然MISIAの『Everything』が流れスタジオ内のクローゼットの中から黒沢かずこが登場してEverythingを熱唱           | リスナーの提案では『電話の相手が黒沢』だった。また黒沢はこの番組のヘヴィーリスナーということもあり自ら『餃子の王将の餃子を差し入れに出すのだが偽物の餃子』というミニミニドッキリを仕込んだ。 |
| このあとやる水曜JUNK2エレ片のコント太郎の宣伝のためエレ片がスタジオに入るがやついがただのおっさんになっている | そのおっさんはエレ片が所属する芸能事務所トゥインクルコーポレーションのエレキコミック担当の新人マネージャーとのこと                                                                           |
蛍原、パクチィ散歩(2008/4/23)
「パクチパクパク」と言ったら蛍原の嫁さんはすぐに「パクチパクパク」と返すためそれを町の人にやり「パクチパクパク」と返すまで蛍原が歩き続ける企画。浅草と秋葉原を練り歩き結果すぐに「パクチパクパク」と返したのだがスタッフ陣が「ちゃんと言ってない」や「録音がうまく出来なかった」言い訳をつけ次の仕事間に合うギリギリまで収録した。その原因は宮嵜Dが散歩コースに入れておいたメイドカフェ行きたいがためにあんなことをした雨上がりの2人は話していた。ちなみに「パクチパクパク」とはペナルティのワッキーに番組内で作ってあげたギャグのことである。

超豪華ゲストがキター!祭り(2008/6/11)
ものまね芸人を集めて行った企画。リスナーから予め送ってもらった質問と答えをモノマネでやらせたりものまね芸人によるものまねを行った。また、ゲストとして呼ばれた山本高広はメッセンジャー黒田以来の2時の時報のコーナーに知らずとのり蛍原を驚かせた。
2週連続!宮迫、春の試練まつりSP（2008/8/27.2008/9/3）
西区のすみちゃんと深夜のハニカミデート（2008/8/27）
ブリンッ!!当たり前クイズに負けた宮迫が、200回記念に行われた「マッハGOGOGO選手権」で優勝した北海道在住の熟女リスナー「西区のすみちゃん」（現：白石区のすみちゃん）（バツ3）と、リスナーから送られた、ハニカミデートのプランを実行してもらう。
宮迫ミニミニドッキリ50連発（2008/9/3）
蛍原同様ミニミニドッキリを宮迫にも受けてもらう。以下は仕掛けられたドッキリである。
| ドッキリ内容 | 備考 |
| --- | --- |
| 番組タイトルコールでクラッカーを鳴らされる                                                                             | |
| 募集したメールテーマを変えて「宮迫家にFAXしたい文章」を募集する                                                        | |
| ADにピコピコハンマーで殴られる                                                                                         | |
| 構成の渡辺の口ひげに青のりがびっしりついている                                                                         | |
| マネージャーがいきなりスタジオに入り「ウンコしてきていいですか」と言う                                                 | パンツ一丁でやるということも追加された |
| 蛍原がほうれん草について語りだす                                                                                       | |
| サザンオールスターズの曲を流すが歌っているのは生島ヒロシ                                                               | 歌った曲は「TSUNAMI」「いとしのエリー」 |
| スタジオを真っ暗にする                                                                                                 | |
| 蛍原の鼻の穴にたまごボーロが入っている                                                                                 | |
| 宮迫のイヤホンのみに西区のすみちゃんの「キャッ」という音声が断続的に流れる                                             | |
| 構成の松本が餅吸いをする                                                                                               | パンツを被ってやっているのだがそのパンツは過去宮迫が穿いたパンツ                                                                                               |
| 嘘CMが流れる | 内容は2パターン存在し、1つ目がSMAPの『Dear WOMAN』に合わせて宮嵜DによるTENGAの宣伝CM（資生堂のTSUBAKIのCMパロディ）と、2つ目が宮嵜Dによる「TENGA音頭」の宣伝CM |
| 蛍原と渡辺がヘリウムガスを吸っている                                                                                   | |
| 2時の時報のコーナーを1分間やり続ける                                                                                   | |
| 本能寺の変を起こす前の明智光秀の霊が蛍原に降りてくる                                                                   | |
| 宮迫の飲んでいるコーヒーがそうめんのつゆに変わっている                                                                 | |
| 蛍原が服を脱ぐと変な格好になっている                                                                                   | 格好は先週行ったスペシャルウィークで西区のすみちゃんが買ってきた全身網タイツの服                                                                               |
| 雨上がり決死隊の元マネージャー吉原がびしょ濡れの状態でいる                                                             | |
| スタジオにあるお菓子やパンが揚げシュウマイになってさらに宮迫のマイクの前に揚げシュウマイがぶら下がっている             | |
| 蛍原とディープインパクト(馬の鳴き声)とふくろう(ふくろうの鳴き声)と蛍原の愛用のポーチでいきなりスペシャルファンタジー   | 行ったファンタジーは「ももたろう」のパロディ「ほとたろう」 |
| 曲を流してビッグゲストが来るとおもいきや誰も来ない                                                                     | |
| 松本が宮迫の足を掴んで足を離した瞬間、蛍原がさくらんぼ種飛ばしを宮迫の顔にむけてやる                                   | |
| ラジコンのヘリコプターがスタジオ中を飛び回る                                                                           | |
| 宮迫をアグネス・チャンに見立てトークをして宮迫がひなげしの花を歌ったらディレクター宮嵜が宮迫の頭の上に陰毛をふりかける | |
| 西区のすみちゃんの写真を貼り付けた少年サンデーを渡す                                                                   | リスナーの提案では「西区のすみちゃんの写真をいろんなところに貼りだす」                                                                                         |
| 宮迫の携帯電話の中に陰毛が入っている                                                                                   | |
| テーブルの下から黒沢かずこが登場                                                                                       | 格好は黒沢の持ちネタ千手観音黒沢であった |

おめでとう!バッファロー吾郎キングオブコント優勝記念パーティーでバッファロー吾郎にもっと泣いてもらおうドッキリ&友近濡れ濡れSP(2008/10/22)
雨上がりとは長い友人であるバッファロー吾郎がキングオブコント初代王者を獲得したので、その記念としてパーティーを行うという企画。実際は様々なメッセージ（千原ジュニアやバッファロー吾郎がお世話になっている居酒屋の店長）を流してバッファロー吾郎を泣かすというドッキリであったが最後の仕掛けである宮迫がバッファロー吾郎に手紙を読むところで宮迫が感極まり本気で号泣してしまうというハプニングがあったものの2人を泣かせることが出来た。また、前半の企画では友近が以前ゲスト出演した際に「叶和貴子の写真を見ると濡れてしまう」と発言したことがきっかけで俺のコーナーで流行した友近ネタを中心に読むコーナーも行われた。この日のポッドキャストでも放送時間に収まりきらなかったメッセージを流し、小笠原まさや、中川家礼二（すべて中国語風のメッセージ）、バッファロー吾郎と雨上がり決死隊が深夜ラジオをやっていた際に帰りの必ず迎えてくれたタクシーの運転手（見つからなかったのでディレクター宮嵜の父親が成りすます）の音声を流した。
年末恒例特別企画ミスターブリセンケンドーコバヤシもギンギン、ヌレヌレクイーン友近もビショビショ第3回ブリブリ川柳スペシャル(2008/12/10)
ポッドキャスト限定コーナー「ブリブリ川柳」の拡大版。ゲストに友近、ケンドーコバヤシが出演し2人の特徴をとらえた「友近川柳」「ケンコバ川柳」も、女性限定の「女のブリセン」が行われた。
世界のナベアツミニミニドッキリ50連発(2009/2/18)
蛍原が愛用しているポーチに誤って赤ペンで汚してしまったり、生放送が始まっているにもかかわらず寝過ごすという失態があった番組構成作家渡辺鐘こと世界のナベアツにミニミニドッキリをするという企画。以下は仕掛けられたドッキリである。
| ドッキリ内容 | 備考 |
| --- | --- |
| 突如カウントダウンが始まり雨上がりの2人は耳を塞ぐが何にも起きない                                                 | |
| リスナーから応援メールをフリして大喜利の問題を送ってもらう                                                        | リスナーの提案では『次々と大喜利のお題を出すだった』 |
| ナベアツが飲んでいる水に塩を入れる                                                                                | |
| 突然宮迫が「ミネストローネ」と叫びだす                                                                            | |
| 構成の松本がメールを渡す際に口から豆を吐き出す                                                                    | |
| 蛍原が「田中美奈子に会いたい」と言い出す                                                                          | |
| 世界のナベアツのネタ「3の倍数と3が付く数字のときだけアホになる」の3のときだけ生島ヒロシがアホになった音声が流れる | さらに「5のときだけ犬っぽく」になり「8のときだけ人探しをしてる感じ」の音声が流れた |
| ADにピコピコハンマーで殴られる                                                                                    | |
| 雨上がりの2人がG7閉幕後の記者会見の中川昭一のように呂律が回らなくなる                                             | リスナーの提案では『雨上がりの2人どちらかが徐々にウトウトし最終的には居眠り』だった |
| ナベアツの身内からガンバレコールが断続的に流れる                                                                  | その身内はナベアツの弟 |
| 宮迫が「そのバイクまだ売らないの?」と言ったらバイク王のCMソングが流れナベアツ以外のスタッフ出演者全員が踊りだす   | |
| 2時の時報を真面目に伝える                                                                                         | |
| 萩原プロデューサーが机の下に隠れいきなり登場してナベアツのギャラ交渉をする                                        | |
| ナベアツに振った話を構成の松本が奪い取る                                                                          | |
| 雨上がりのマネージャー萩原からきな粉を吹きかけられる                                                              | |
| 雨上がりの2人がどっちの性器が大きいのかを言い争う                                                                 | |
| 紫SHIKIBUの「LOVEなんだよ」を流すがナベアツが以前しくじったオープニングファンタジー「華麗なる一族」の音声が流れる | リスナーの提案では『オープニングファンタジー「華麗なる一族」の音声をしつこく流す」だった |
| 紫SHIKIBUの「LOVEなんだよ」を流すが宮嵜ディレクターの替え歌「TENGAんだよ」が流れる                                | リスナーの提案では『「LOVEなんだよ」を流すが「TENGA音頭」が流れる』だった |
| ナベアツが反省してないのならポーチマンからお仕置きをされる                                                        | |
| ふくろうの音声を断続的に流す                                                                                      | ふくろうの声はナベアツの弟 |
| スタジオにあるお菓子が突然震える                                                                                  | リスナーの提案では『スタジオにあるお菓子が爆発する』だった |
| 嘘CMが流れる | 内容は「生島ヒロシのおはよう一直線」のゲストとして、椿鬼奴、くまだまさし、増谷キートン、ハブ（Bコース）、藤原光博（リットン調査団）、ナベアツがゲストとして出演し、骨粗鬆症について討論するという嘘CM |
| 1万円を探せゲームが始まるが全然見当たらないさらにナベアツの私物に宮嵜の陰毛がいたるところにある                   | |
| 突然キューティーハニーが流れナベアツの相方山下しげのりが歌いながら登場                                            | |
品川VS有吉 おしゃべりクソ野郎バトル (2009/4/15)
アメトーークにて有吉弘行が品川祐に対して付けたあだ名「おしゃべりクソ野郎」について決着をつけようという企画。また、オープニングではゆずとのスペシャルファンタジーが放送された。
ブリンが変わるちょっとイイ話（2009/4/22）
リスナーにいい話を送ってもらいそれを読む企画。ゲストとして出川哲朗が呼ばれた。また、前半では番組で話題になったくわばたりえのネタについて出川哲朗が謝罪するという企画も合わせて行われた。
今まで冷たくしてごめんなさい今夜は絶対すべらせナイト（2009/6/10）
ゲストとして冷たい扱いされる機会が多いレイザーラモンRG、大山英雄、山下しげのりの3人をすべらせないようにリスナーが発案したネタを募集しそれを本人が演じる企画。
「※」脱出女性リスナー獲得企画「椿鬼奴に学べ」（2009/8/19）
前回の聴取率調査がトップを獲得したものの全年代の女性リスナーが「※（誰も聞いてないという印）」という結果だったため。「吉本のRIKACO」こと椿鬼奴に女性リスナーを獲得するための心得を学ぼうという企画だったが途中から椿鬼奴の歌ネタが中心となり最終的にはキュートンが出演した。
ブリン最強リスナーVS覆面お笑い芸人（2009/8/26）
通常のコーナーにリスナーとお笑い芸人が投稿をしリスナーが優秀作品に選ばれた場合ドデカステッカー、Tシャツ、プラチナムヒモプラーの3点セットをプレゼントされ、芸人が採用された場合はのその芸人が出演するイベントなどの告知する権利、ネタが優秀作品に選ばれた芸人は番組を5分間ジャック出来る権利が与えられる。結果は芸人側は優秀作品はなかったが採用された数は8人12作品が採用された。
第1回 それ、うまそうやなぁ大賞（2009/10/21）
雨上がりの二人が食べ物の話が好きなことが発端で行われた企画。リスナーから送られた美味そうなアイデア募集した。矢作兼が審査委員長としてゲスト出演。
フニャフニャ高橋も今夜はギンギン、ヌレヌレクイーン友近もビッショビッショ、涙の最終章これで聞き納めザ・ファイナル、サヨナラ第4回ブリブリ川柳スペシャル
ポッドキャスト限定コーナーブリブリ川柳のみを読む企画。ゲストとしてサバンナ高橋茂雄と自ら出演オファーした友近がゲスト出演した。

## ノベルティー
ヒモプラーγ
べしゃりブリンの文字の入った小さなプラスチック板に紐が通してあるもの。30分時代からヒモプラーα、ヒモプラーβ、ヒモプラーδなどが作られ、ネタ採用者全員に送られている。それぞれの違いは色だけであるようだ。形状的には携帯ストラップに向いているが、ストラップとして使用すると材質などにより指を怪我しやすいという矛盾を孕んだノベルティー（実際にストラップとして使用していた宮迫はケガをしたらしくすぐに使用をやめた）。
ステッカー
コーナー大改革から採用者にプレゼントされるノベルティー。
ドデカステッカー
クオカード同様優秀作品に送られるノベルティー。
クオカード
500円分が各コーナーで優秀作品に送られる。宮迫デザイン。1回放送で1人のリスナーが2枚獲得するという事態をさけるため違う優秀作品を送ったリスナーにプレゼントされることもある。
わざとなんかTシャツ
マネージャー吉原の顔をプリントしたTシャツ。空耳アワーにおけるTシャツ並に出し渋り、半年に1着程度しか出なかった。着ると不幸になる。
イキリー宮迫Tシャツ
二度見とラストバーボンのコーナーで抜群にすばらしい作品にのみ与えられるこの番組最高のノベルティー。宮迫デザインで丸と四角のデザインの2種類。色がかなり薄いようで洗濯するとやばそうとのこと。過去のゆずずTシャツはめったに出さなかった。コーナー以外でもリスナー参加企画時の記念品で出されることがある。
プラチナムヒモプラー
今までのヒモプラーの変更点として、プラスチック部分から金属に変わった。ディレクターの宮嵜の指示で金属でも同様に角を尖らせる仕様にするように業者に頼んだが、業者の心遣いで角を丸めたものになった。しかしディレクター宮嵜は不服に思っている様子である。ノベルティーのランクとしてはTシャツに値するノベルティーであり1回の放送で2度ドデカステッカー獲得した場合などにプレゼントされることが多い。

## 過去のゲスト

### お笑い芸人
- 山崎邦正
- 平畠啓史
- ロバート
- ほっしゃん。
- 宮川大輔
- 山下しげのり（ジャリズム）
- たむらけんじ
- 山口智充
- 中川家
- 松村邦洋
- 次長課長
- アップダウン
- 2丁拳銃
- ハリセンボン
- ケンドーコバヤシ
- 若井おさむ
- バッファロー吾郎
- 原西孝幸
- メッセンジャー黒田
- ブラックマヨネーズ
- ペナルティ
- 矢野・兵動
- 山本高広
- 末吉くん
- エハラマサヒロ
- 山本正剛(バンバンバン)
- 小出真保(麦芽)
- レイザーラモンRG
- 友近
- 有吉弘行
- 品川祐（品川庄司）
- 出川哲朗
- 大山英雄
- 椿鬼奴
- 矢作兼（おぎやはぎ）
- サバンナ

### その他
- 加藤鷹
- 大林素子
- 根本はるみ
- フィフィ
- ゆず（蛍原の嫁がゆずの大ファンで新曲が出るたびにメッセージ出演しており、番組で発言した蛍原のエピソードについて様々なコメントをしている。自称「コメントレギュラー」）

## ポッドキャスト
「二度見だとーかー」などのコーナーのダイジェストが放送されたり、ポッドキャスト限定のコーナーが放送される。配信は1週限りであり、翌週分の配信が行われると前週分は削除される。構成は主に前半が番組のダイジェストで後半がポッドキャスト限定のコーナーとなっていた。

### ポッドキャスト限定コーナー
徒然川柳/ブリブリ川柳
宮迫主導のコーナー。徒然川柳はサラリーマン川柳のような時代を風刺した川柳を紹介、一方ブリブリ川柳は面白い川柳（ほぼ下ネタ）を考えてもらうコーナー。ブリブリ川柳に女性の投稿があると蛍原が投稿者の顔写真があるかを確認する。
ポッドキャストで馬と語らおう
蛍原主導。リスナーからの質問にディープちゃん（ディープインパクト）、フクロウちゃん、花粉ポーチちゃんらが答えるというコーナー。蛍原のみ彼らの通訳ができるという設定のため、宮迫は専ら聞き役・突っ込み役に回る。最終的にリスナーからの質問には答えず終了することが多い。
ゴルフの大将
過去のコーナーを参照。
ホトちゃんのそうとちゃいまっか
（自称）JUNK界のみのもんたの蛍原ことほともんたが「ちゃいまっか」というフレーズで社会の話題を話すコーナー。2006年4月19日放送(配信)分の新コーナーを提案する企画から派生した。